# Amsale Yakobe
Amsale Yakobe, née le 17 août 1975, est une athlète éthiopienne.

## Carrière
Elle est médaillée d'argent du 5 000 mètres marche des Championnats d'Afrique d'athlétisme 1993 à Durban, médaillée d'or de la même épreuve aux Championnats d'Afrique juniors d'athlétisme 1994 à Alger et médaillée d'argent des Jeux africains de 2003 à Abuja.
Sur le plan national, elle est triple championne d'Éthiopie du 5 000 mètres marche de 1993 à 1995 et double championne d'Éthiopie du 10 kilomètres marche en 1996 et 2003.